# Bölöni Györgyné
Bölöni Györgyné vagy írói álnevén Kémeri Sándor, román nyelvű forrásokban Otilia Marchiș vagy Otilia Marchiș-Bölöni (Középhomoród, 1873. október 8. – Budapest, 1951. augusztus 26.) író, újságíró, festő, műfordító. Bölöni György felesége, Ady Endre jó barátja, Anatole France titkárnője.

## Neve
Román szülők, Gheorghe Marchiș és Iuliana Vultur gyermekeként született Iuliana Margherita Otilia (Julianna Margit Ottília) Marchiș néven. Élete során használt névváltozatai közé tartozik a Márkus Ottília, Kozmutza Kornélné, Kozmutz Kornélia, Bölöni Erzsébet, írói álnevei Kémeri Sándor és Kémeri Erzsébet voltak. Ady Endre alkotta meg közismert, visszaemlékezésekben említett Itóka becenevét.

## Életútja
Festőnek készült, a müncheni képzőművészeti akadémia növendéke volt. Első férje Kozmutza Kornél, a szarajevói postahivatal vezérigazgatója volt, akivel hosszabb keleti utazást tettek. Párizsban tartózkodva ismerkedett meg későbbi férjével, Bölöni Györggyel, akivel Ady társaságához tartoztak. 1913. január 23-án Budapesten kötöttek házasságot, két tanújuk Ady Endre és Ady Lajos volt. A francia fővárosban Anatole France titkárnőjeként dolgozott, akinek alakját későbbi írásaiban felelevenítette. 1918–1919-ben az őszirózsás forradalom, majd a tanácsköztársaság támogatója volt, ezért később letartóztatták, és rövid ideig börtönben is volt. 1920-ban férjével Bécsbe, majd 1923-ban Párizsba költöztek. 1921-ben Bécsben adta ki Szenvedések könyve címen – később több nyelven is megjelent – magyarországi börtönélményeit, amiért Magyarországon távollétében vád alá fogták és elítélték. 1945-ben hazatértek Magyarországra.
Visszaemlékezései mellett elsősorban művészeti tanulmányokat írt.

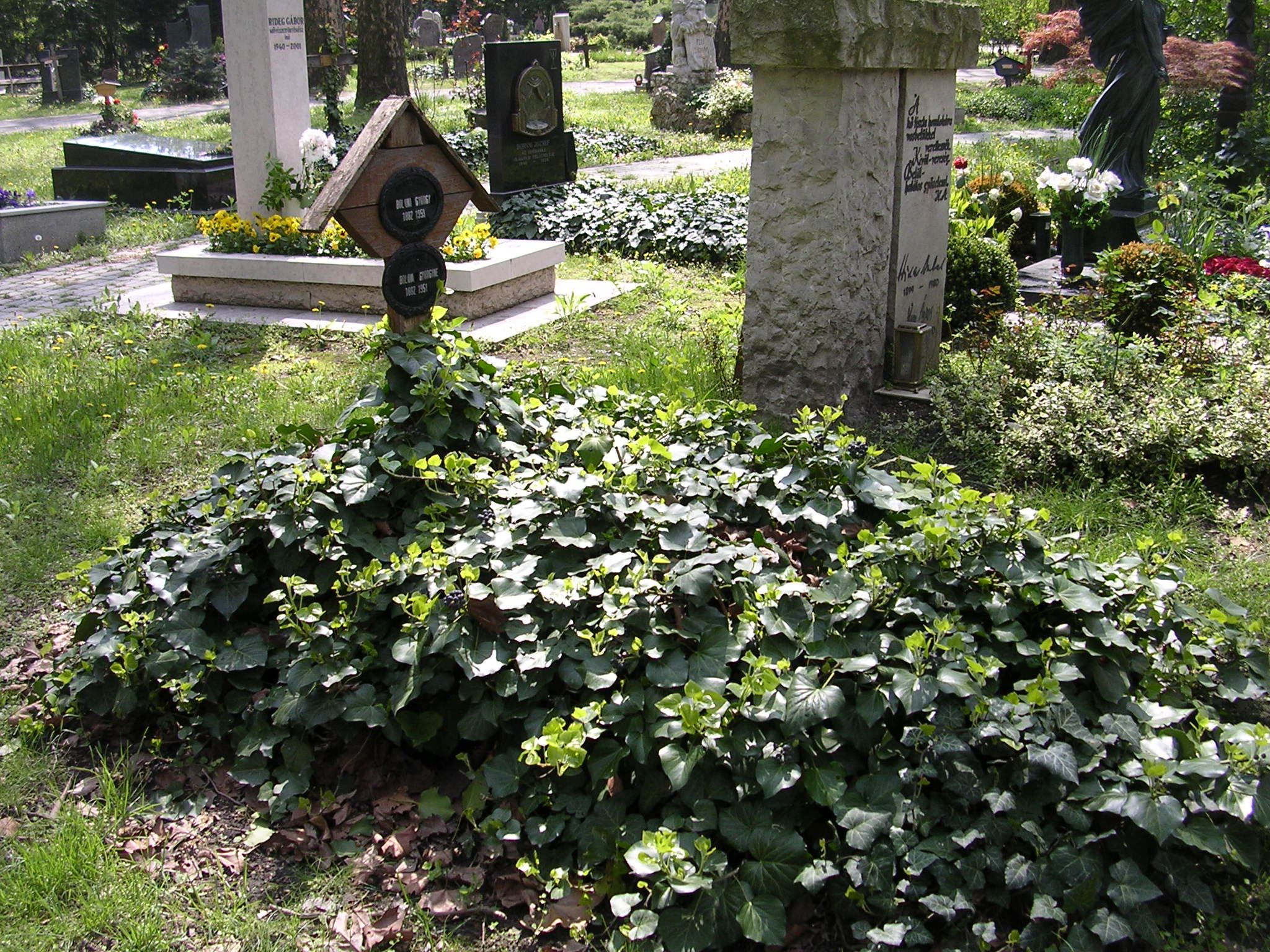
Sírja a Fiumei úti sírkertben (42/1-1-2)

## Fő művei
- Szenvedések könyve; Bécsi Magyar Kiadó, Bécs, 1921
- Kémeri Sándor: Anatol France barangolásai; Dante, Budapest, 1925
- Sándor Kémeri: Promenades d'Anatole France; előszó: P.-L. Couchoud; Calmann-Lévy, Paris, 1927
- Kémeri Sándor: Rambles with Anatole France; angolra fordította: Lengyel Emil; Benn, London, 1927
- Kémeri Sándor: Anatole France sétái; Dante, Budapest, 1928
- Sándor Kémeri: Sur le chemin des douleurs (Szenvedések könyve); előszó: Henri Barbusse; Flammarion, Paris, 1929
- Sándor Kémeri: Die Kerker von Budapest. Ein Buch der Schmerzen (Szenvedések könyve); előszó: Henri Barbusse, franciából németre fordította: Bernhard Jolles; Kaden, Dresden, 1929
- Sándor Kémeri: Visage de Bourdelle; előszó: Albert Besnard; Colin, Paris, 1931 (képzőművészeti tanulmány)
- Sandor Kémeri: Weg der Smarten (Szenvedések könyve); hollandra fordította: R. de Vries; N. V. de Arbeiderspers, Amsterdam, 1932
- Keméri Sándor: Calvarul unei femei. Pe drumul durerilor; románra fordította: B. Madeleine; Tip. Adeverul, Bucureşti, 1932
- Szenvedések könyve; bevezető:Bölöni György; Szépirodalmi, Budapest, 1957
- Ady és Bölöni Párizsban. Itóka naplójegyzeteiből; bevezető, sajtó alá rendezte, jegyzetek: Illés Ilona; Petőfi Irodalmi Múzeum–NPI, Budapest, 1974 (Irodalmi múzeum)
- Itóka: Ady Párizsban; bevezető, válogatta, jegyzetek: Robotos Imre; Kriterion, Bukarest, 1977 (Téka)
- Otilia Marchis-Bölöni: Cartea suferințelor (Szenvedések könyve); románra fordította, szerkesztette, előszó, jegyzetek, függelék: Livia Gramada; Dacia, Cluj-Napoca, 1986
- Párizstól Pocsolyavárosig. Bölöni György és Itóka levélnaplója, 1906–1912; válogatta, jegyzetek, előszó: Nagy Csaba; Petőfi Irodalmi Múzeum, Budapest, 2005